# Övre Bjurtjärnen
Övre Bjurtjärnen är en sjö i Sundsvalls kommun i Medelpad och ingår i Selångersåns huvudavrinningsområde.